# Pandémie de Covid-19 en Syrie
La pandémie de Covid-19 en Syrie démarre officiellement le 22 mars 2020. À la date du 1er novembre 2022, le bilan officiel est de 3 163 morts.

## Chronologie
Le premier cas de Covid-19 en Syrie est annoncé par le Ministre de la Santé Nizar Yazigi le 22 mars 2020. Il s'agit d'une femme revenant de l'étranger et âgée de vingt ans.

## Statistiques

Nombre de cas en Syrie depuis le début de l'épidémie.

Nombre de morts en Syrie depuis le début de l'épidémie.